# This Is Love
"This Is Love" is een nummer van de Amerikaanse rapper will.i.am in samenwerking met de Nederlandse zangeres Eva Simons. Het nummer is afkomstig van will.i.ams album #willpower. Het nummer kwam in diverse landen op nummer 1 terecht in de hitlijsten, waaronder in Nederland, Vlaanderen, Finland, Noorwegen en het Verenigd Koninkrijk. 

## Videoclip
De videoclip van "This Is Love" werd in Londen opgenomen en is door will.i.am zelf geregisseerd. In het begin van de clip zien we will.i.am spelen op een grote piano en het refrein zingen, vlak bij de Theems en de Tower Bridge. De rapper wordt vergezeld door een laptop die beelden van een nachtclub weergeeft als will.i.am op een muisknop drukt. Wanneer Eva Simons haar versen begint, is zijn te zien op die laptop. Tijdens de coupletten van het nummer speelt de video zich af in die nachtclub, waar will.i.am en Eva Simons ook te zien zijn. Soms gaat de video terug naar de plek waar het begon, en zien we weer will.i.am op die piano spelen en Eva Simons in de nachtclub op de laptop.

## Trivia
- Naast will.i.am zelf hebben ook de Swedish House Mafia DJ's Steve Angello en Sebastian Ingrosso het nummer geproduceerd.
- will.i.am heeft Eva Simons persoonlijk gevraagd om vocals op dit nummer te doen, waarop Simons een volmondige ja gaf.
- Het nummer wordt als afsluiting gebruikt voor het tv-programma All You Need Is Love.
- In 2012 stond het nummer op de hoogste positie in de Dance 15 van The X Vibe, een jaarlijkse hitlijst met de populairste dancenummers van het jaar.

## Hitnoteringen

### Nederlandse Top 40
| Hitnotering: 14-07-2012 t/m 15-12-2012 | Hitnotering: 14-07-2012 t/m 15-12-2012 | Hitnotering: 14-07-2012 t/m 15-12-2012 | Hitnotering: 14-07-2012 t/m 15-12-2012 | Hitnotering: 14-07-2012 t/m 15-12-2012 | Hitnotering: 14-07-2012 t/m 15-12-2012 | Hitnotering: 14-07-2012 t/m 15-12-2012 | Hitnotering: 14-07-2012 t/m 15-12-2012 | Hitnotering: 14-07-2012 t/m 15-12-2012 | Hitnotering: 14-07-2012 t/m 15-12-2012 | Hitnotering: 14-07-2012 t/m 15-12-2012 | Hitnotering: 14-07-2012 t/m 15-12-2012 | Hitnotering: 14-07-2012 t/m 15-12-2012 |
| Week:                                  | 1                                      | 2                                      | 3                                      | 4                                      | 5                                      | 6                                      | 7                                      | 8                                      | 9                                      | 10                                     | 11                                     | 12                                     |
| -------------------------------------- | -------------------------------------- | -------------------------------------- | -------------------------------------- | -------------------------------------- | -------------------------------------- | -------------------------------------- | -------------------------------------- | -------------------------------------- | -------------------------------------- | -------------------------------------- | -------------------------------------- | -------------------------------------- |
| Positie:                               | 22                                     | 10                                     | 8                                      | 3                                      | 2                                      | 1                                      | 2                                      | 2                                      | 2                                      | 2                                      | 3                                      | 4                                      |
| Week:                                  | 13                                     | 14                                     | 15                                     | 16                                     | 17                                     | 18                                     | 19                                     | 20                                     | 21                                     | 22                                     | 23                                     |                                        |
| Positie:                               | 4                                      | 4                                      | 5                                      | 6                                      | 10                                     | 13                                     | 14                                     | 18                                     | 23                                     | 28                                     | 33                                     | uit                                    |

### NederlandseSingle Top 100
| Hitnotering: 07-07-2012 t/m 09-02-2013 | Hitnotering: 07-07-2012 t/m 09-02-2013 | Hitnotering: 07-07-2012 t/m 09-02-2013 | Hitnotering: 07-07-2012 t/m 09-02-2013 | Hitnotering: 07-07-2012 t/m 09-02-2013 | Hitnotering: 07-07-2012 t/m 09-02-2013 | Hitnotering: 07-07-2012 t/m 09-02-2013 | Hitnotering: 07-07-2012 t/m 09-02-2013 | Hitnotering: 07-07-2012 t/m 09-02-2013 | Hitnotering: 07-07-2012 t/m 09-02-2013 | Hitnotering: 07-07-2012 t/m 09-02-2013 | Hitnotering: 07-07-2012 t/m 09-02-2013 | Hitnotering: 07-07-2012 t/m 09-02-2013 | Hitnotering: 07-07-2012 t/m 09-02-2013 | Hitnotering: 07-07-2012 t/m 09-02-2013 | Hitnotering: 07-07-2012 t/m 09-02-2013 | Hitnotering: 07-07-2012 t/m 09-02-2013 | Hitnotering: 07-07-2012 t/m 09-02-2013 |
| Week:                                  | 1                                      | 2                                      | 3                                      | 4                                      | 5                                      | 6                                      | 7                                      | 8                                      | 9                                      | 10                                     | 11                                     | 12                                     | 13                                     | 14                                     | 15                                     | 16                                     | 17                                     |
| -------------------------------------- | -------------------------------------- | -------------------------------------- | -------------------------------------- | -------------------------------------- | -------------------------------------- | -------------------------------------- | -------------------------------------- | -------------------------------------- | -------------------------------------- | -------------------------------------- | -------------------------------------- | -------------------------------------- | -------------------------------------- | -------------------------------------- | -------------------------------------- | -------------------------------------- | -------------------------------------- |
| Positie:                               | 27                                     | 10                                     | 8                                      | 3                                      | 3                                      | 6                                      | 7                                      | 2                                      | 5                                      | 9                                      | 8                                      | 8                                      | 7                                      | 8                                      | 6                                      | 11                                     | 12                                     |
| Week:                                  | 18                                     | 19                                     | 20                                     | 21                                     | 22                                     | 23                                     | 24                                     | 25                                     | 26                                     | 27                                     | 28                                     | 29                                     | 30                                     | 31                                     | 32                                     |                                        |                                        |
| Positie:                               | 17                                     | 21                                     | 28                                     | 43                                     | 46                                     | 47                                     | 63                                     | 71                                     | 42                                     | 39                                     | 60                                     | 55                                     | 61                                     | 59                                     | 86                                     | uit                                    |                                        |

### VlaamseUltratop 50
| Hitnotering: (Week 1 t/m 18) 14-07-2012 t/m 10-11-2012 Hitnotering: (Week 19 t/m 21) 29-12-2012 t/m 12-01-2013 | Hitnotering: (Week 1 t/m 18) 14-07-2012 t/m 10-11-2012 Hitnotering: (Week 19 t/m 21) 29-12-2012 t/m 12-01-2013 | Hitnotering: (Week 1 t/m 18) 14-07-2012 t/m 10-11-2012 Hitnotering: (Week 19 t/m 21) 29-12-2012 t/m 12-01-2013 | Hitnotering: (Week 1 t/m 18) 14-07-2012 t/m 10-11-2012 Hitnotering: (Week 19 t/m 21) 29-12-2012 t/m 12-01-2013 | Hitnotering: (Week 1 t/m 18) 14-07-2012 t/m 10-11-2012 Hitnotering: (Week 19 t/m 21) 29-12-2012 t/m 12-01-2013 | Hitnotering: (Week 1 t/m 18) 14-07-2012 t/m 10-11-2012 Hitnotering: (Week 19 t/m 21) 29-12-2012 t/m 12-01-2013 | Hitnotering: (Week 1 t/m 18) 14-07-2012 t/m 10-11-2012 Hitnotering: (Week 19 t/m 21) 29-12-2012 t/m 12-01-2013 | Hitnotering: (Week 1 t/m 18) 14-07-2012 t/m 10-11-2012 Hitnotering: (Week 19 t/m 21) 29-12-2012 t/m 12-01-2013 | Hitnotering: (Week 1 t/m 18) 14-07-2012 t/m 10-11-2012 Hitnotering: (Week 19 t/m 21) 29-12-2012 t/m 12-01-2013 | Hitnotering: (Week 1 t/m 18) 14-07-2012 t/m 10-11-2012 Hitnotering: (Week 19 t/m 21) 29-12-2012 t/m 12-01-2013 | Hitnotering: (Week 1 t/m 18) 14-07-2012 t/m 10-11-2012 Hitnotering: (Week 19 t/m 21) 29-12-2012 t/m 12-01-2013 | Hitnotering: (Week 1 t/m 18) 14-07-2012 t/m 10-11-2012 Hitnotering: (Week 19 t/m 21) 29-12-2012 t/m 12-01-2013 | Hitnotering: (Week 1 t/m 18) 14-07-2012 t/m 10-11-2012 Hitnotering: (Week 19 t/m 21) 29-12-2012 t/m 12-01-2013 | Hitnotering: (Week 1 t/m 18) 14-07-2012 t/m 10-11-2012 Hitnotering: (Week 19 t/m 21) 29-12-2012 t/m 12-01-2013 | Hitnotering: (Week 1 t/m 18) 14-07-2012 t/m 10-11-2012 Hitnotering: (Week 19 t/m 21) 29-12-2012 t/m 12-01-2013 | Hitnotering: (Week 1 t/m 18) 14-07-2012 t/m 10-11-2012 Hitnotering: (Week 19 t/m 21) 29-12-2012 t/m 12-01-2013 | Hitnotering: (Week 1 t/m 18) 14-07-2012 t/m 10-11-2012 Hitnotering: (Week 19 t/m 21) 29-12-2012 t/m 12-01-2013 | Hitnotering: (Week 1 t/m 18) 14-07-2012 t/m 10-11-2012 Hitnotering: (Week 19 t/m 21) 29-12-2012 t/m 12-01-2013 | Hitnotering: (Week 1 t/m 18) 14-07-2012 t/m 10-11-2012 Hitnotering: (Week 19 t/m 21) 29-12-2012 t/m 12-01-2013 | Hitnotering: (Week 1 t/m 18) 14-07-2012 t/m 10-11-2012 Hitnotering: (Week 19 t/m 21) 29-12-2012 t/m 12-01-2013 | Hitnotering: (Week 1 t/m 18) 14-07-2012 t/m 10-11-2012 Hitnotering: (Week 19 t/m 21) 29-12-2012 t/m 12-01-2013 | Hitnotering: (Week 1 t/m 18) 14-07-2012 t/m 10-11-2012 Hitnotering: (Week 19 t/m 21) 29-12-2012 t/m 12-01-2013 | Hitnotering: (Week 1 t/m 18) 14-07-2012 t/m 10-11-2012 Hitnotering: (Week 19 t/m 21) 29-12-2012 t/m 12-01-2013 | Hitnotering: (Week 1 t/m 18) 14-07-2012 t/m 10-11-2012 Hitnotering: (Week 19 t/m 21) 29-12-2012 t/m 12-01-2013 |
| Week: | 1 | 2 | 3 | 4 | 5 | 6 | 7 | 8 | 9 | 10 | 11 | 12 | 13 | 14 | 15 | 16 | 17 | 18 | | 19 | 20 | 21 | |
| --- | --- | --- | --- | --- | --- | --- | --- | --- | --- | --- | --- | --- | --- | --- | --- | --- | --- | --- | --- | --- | --- | --- | --- |
| Positie: | 30 | 15 | 6 | 2 | 1 | 1 | 2 | 3 | 4 | 6 | 8 | 9 | 13 | 16 | 21 | 30 | 38 | 46 | uit | 47 | 41 | 48 | uit |